# Guerschon Yabusele
Guerschon Yabusele, född 17 december 1995 i Dreux, är en fransk professionell basketspelare (PF) som spelar för New York Knicks i National Basketball Association (NBA). Han har tidigare spelat för Boston Celtics och Philadelphia 76ers.
Yabusele draftades av Boston Celtics i första rundan i 2016 års draft som 16:e spelare totalt.
Han har även spelat som proffs i Frankrike, Kina och Spanien.
Yabusele deltog också vid de olympiska sommarspelen 2020 i Tokyo och olympiska sommarspelen 2024 i Paris, båda gånger resulterade det i silvermedaljer, tillsammans med det franska basketlandslaget. Han vann också en silvermedalj, med Frankrike, vid europamästerskapet i basket för herrar 2022.